# روبرتو فرانك (لاعب كرة سلة)
روبرت كريستوفر فرانكس جونيور ولد يوم 18 ديسمبر من سنة 1996 بمدينة سياتل وهو لاعب كرة سلة أمريكي محترف في فريق ناغويا ديامون دولفين من الرابطة ب . وسبق له لعب كرة سلة جامعية لصالح فريق واشنطن ستايت كوغارس .

## وصلات خارجية
لم يتم العثور على روابط لمواقع التواصل الاجتماعي.

- ولاية واشنطن الكوجر السيرة الذاتية
- الملف الشخصي لدوري كرة السلة الأمريكي
- الملف الشخصي لـ RealGM